# Nguyen Quoc Dinh
Dans ce nom vietnamien, le nom de famille, Nguyên, précède le nom personnel.
Nguyên Quôc Dinh (1916-1976) est un juriste français d'origine vietnamienne, professeur à la Faculté de droit de Paris, puis à l'Université de droit, économie et sciences sociales de Paris auteur d'un manuel classique sur le droit international public, publié à la LGDJ en 1975  (ISBN 2-275-01322-9) (plusieurs éditions posthumes : 6e édition en 1999  (ISBN 978-2-275-01588-0), 7e édition revue en 2002  (ISBN 978-2-275-02390-8), 8e édition en 2009  (ISBN 978-2-275-02390-8))
De format intermédiaire entre le manuel et le traité, son Droit international public a été complété par Patrick Daillier et Alain Pellet, qui ont poursuivi les rééditions.

## Autres ouvrages
- Sa thèse pour le doctorat en droit a été soutenue en 1941 à l'Université de Toulouse : Les Congrégations chinoises en Indochine française, préface de Paul Couzinet, Sirey, 1941 [3]
- Le Futur statut de l'Indochine : Commentaire de la déclaration gouvernementale du 24 mars 1945 Nguyên Quôc Dinh, Nguyen Dac Khê
- La Question du statut de l'État associé d'après la constitution de 1946

### Polycopiés
(publiés par Les Cours de droit d'après des notes d'étudiants dans les années 1966-1975)
- Cours de méthodes des sciences sociales
- Cours d'introduction à la sociologie politique
- Cours d'institutions internationales
- Cours de droit international public